# Jindřiška Holá
Jindřiška Holá (rodným jménem Batková; 5. května 1928, Praha – 2. února 2013) byla česká volejbalistka, která reprezentovala Československo. S jeho ženskou reprezentací získala zlatou medaili na mistrovství Evropy v roce 1955. Má též stříbro z evropského šampionátu v roce 1949, bronz z mistrovství světa v roce 1952 a bronz z mistrovství Evropy 1950. Zúčastnila se též světového šampionátu roku 1956 (4. místo). Za národní tým nastupovala v letech 1948–1958. Hrála za SK Staropramen, Spartu Praha, Slavoj Odívání (1956 přejmenován na Slavoj Praha), s nímž v roce 1957 vybojovala titul mistryň Československa. Ve Slavoji se po skončení hráčské kariéry věnovala funkcionářské činnosti a stala se i předsedkyní klubu. Její manžel Vladimír Holý byl reprezentantem Československa v kanoistice.